# (6594) Tasman
(6594) Tasman es un asteroide perteneciente al cinturón de asteroides, región del sistema solar que se encuentra entre las órbitas de Marte y Júpiter.
Fue descubierto el 25 de junio de 1987 por Antonín Mrkos desde el Observatorio Kleť.

## Designación y nombre
Designado provisionalmente como 1987 MM1. Recibe su nombre en honor al navegante y explorador holandés Abel Tasman (c. 1603-c. 1659), que exploró el Pacífico sur y descubrió Tasmania, Nueva Zelanda, Tonga y las islas Fiji.

## Características orbitales
Tasman está situado a una distancia media del Sol de 2,779 ua, pudiendo alejarse hasta 3,225 ua y acercarse hasta 2,332 ua. Su excentricidad es 0,161 y la inclinación orbital 8,766 grados. Emplea 1691,74 días en completar una órbita alrededor del Sol.
Pertenece a la familia de asteroides de (93) Minerva.

## Características físicas
La magnitud absoluta de Tasman es 12,77. Tiene 6,960 km de diámetro y su albedo se estima en 0,365.